# Pintarroxo-de-bico-amarelo
O pintarroxo de bico amarelo (Linaria flavirostris ou Carduelis flavirostris)  é um Passeriforme da família Fringillidae.

## Descrição
Parecido com o Pintarroxo-comum (Linaria cannabina), distingue-se deste por ter uma cor mais fulva, mais listas, uma cauda um pouco mais comprida e não ter a mancha vermelha na testa. A cor dominante do pintarroxo de bico amarelo é o castanho-claro com listas castanho-escuro.  A garganta é cor de ferrugem e não tem listas, o bico, curto, é amarelo no Inverno e cinzento no Verão, o dorso é cor de avelã, o peito é arruivado, o ventre branco. No período de reprodução os machos apresentam o uropígio vermelho rosado.
As fêmeas são parecidas com os machos, mas o uropígio é cor de camurça. Os juvenis são semelhantes às fêmeas mas com mais listas no peito.
Tem um comprimento de 13–14 cm, uma envergadura entre asas de 22–24 cm e um peso de 13-18g. A longevidade é de 6 anos.
É parcialmente residente mas no Inverno muitos pássaros migram mais para sul ou para zonas costeiras.

## Distribuição
Distribui-se por 3 áreas principais: Europa do norte, Médio Oriente e Ásia central.

## Taxonomia
Anteriormente pertenceu aos género Acanthis e Carduelis.
A subespécie c. f. montanella tem grande variação, pelo que no passado alguns pássaros estavam incluídos nas subespécies c. f. pamirensis (cordilheira de Alai), c. f. baltistanicus (Baltistão, no norte do Paquistão) e c. f. pallescens (oeste de Kashgar no noroeste da China.

### Subespécies e sua distribuição
Consideram-se 9 subespécies:
- L. f. flavirostris (Linnaeus, 1758) – Noruega, norte da Suécia, norte da Finlândia e noroeste da Rússia (Península de Kola).
- L. f. pipilans  (Latham, 1787) – norte das Ilhas Britânicas. É mais escuro e com mais listas do que a forma nominal.
- L. f. brevirostris  (Bonaparte, 1855) – Cáucaso, leste da Turquia e norte do Irão. Distingue-se por ter as partes inferiores mais claras e com listas largas no peito.
- L. f. montanella  (Hume, 1873) – leste do Quirguistão, sistema montanhoso Pamir-Alai, Tajiquistão, sul do Uzbequistão, oeste e centro da China (oeste e sudoeste de Xinjiang, Caracórum, montanhas Kunlun, montanhas Altun, este e norte de Qinghai), Afeganistão e norte do Paquistão (Chitral, Gilgit e Baltistão). Tem a plumagem mais clara do que a forma nominal.
- L. f. rufostrigata  (Walton, 1905) – Ladakh, oeste e sul do Planalto do Tibete (oeste e sul da Região Autónoma do Tibete e do norte da Índia até ao norte do Nepal. Tem o bico mais grosso e a plumagem mais escura e mais listada.
- L. f. korejevi  (Zarudny & Härms, 1914) – nordeste do Casaquistão (sul de Altai, Tarbagatay) e noroeste da China (norte de Xinjiang).
- L. f. miniakensis  (Jacobi, 1923) – este do Planalto do Tibete ( sul de Qinghai e este da Região Autónoma do Tibete) até à China Central (Gansu e oeste de Sichuan).
- L. f. altaica (Sushkin, 1925) – sul da Rússia (Altai, montes Sayan e Tuva), oeste e norte da Mongólia.
- L. f. kirghizorum (Sushkin, 1925)  - norte e centro do Casaquistão.

## Habitat
O habitat preferido do pintarroxo de bico amarelo é uma mistura de tundras rochosas, de estepes áridas e frias, de charnecas com vegetação rasteira, arbustos, mato, tojos, plantas herbáceas e de costas marítimas. Não costuma frequentar zonas arborizadas.
Na população europeia e em período de reprodução podemos encontrá-lo nas encostas montanhosas, charnecas e prados áridos das regiões de montanha do norte da Escandinávia; fora daquele período migram para a orla do litoral, frequentado os prados e charnecas ricas em plantas herbáceas.

## Alimentação
O pintarroxo de bico amarelo alimenta-se principalmente de sementes. Gosta especialmente de dente-de-leão (taraxacum), de Rumex, de Poa e de sementes de cardo.
No inverno, no litoral, o regime alimentar consiste essencialmente de sementes de Aster marítima, Salicornia, Eruca-marítima (Cakile maritima), Armeria e Suaeda, enquanto mais para o interior predominam as asteráceas dos géneros crisântemo (Chrysanthemum), Artemisia, Anthemis, Achillea e Solidago.
Debica no solo ou na erva e na vegetação que existe nas praias, em busca de alimento.

## Nidificação

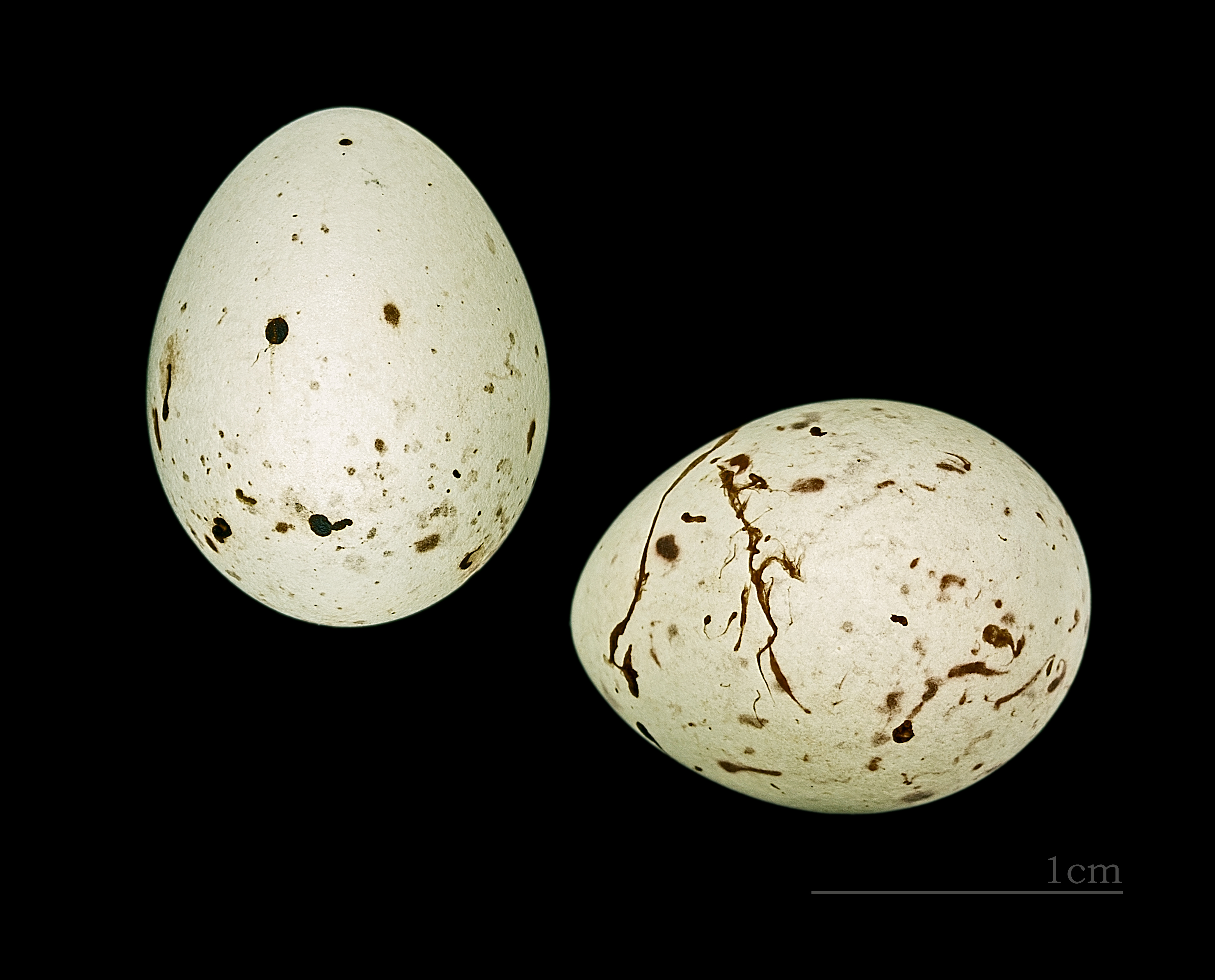
Carduelis flavirostris Ovos MHNT

A fêmea constrói o ninho em arbustos baixos, urzes ou no solo abrigado entre as pedras, com pauzinhos, raízes finas, caules, musgo e forrado com pêlos. Põe 4 a 6 ovos que são incubados durante 12 a 13 dias. Muitos casais fazem uma segunda criação, cujo sucesso depende da abundância de alimentos.
Durante 15 dias as crias mantêm-se no ninho, alimentados pelos progenitores. Depois de deixarem o ninho, os juvenis são ainda alimentados por um período de mais 2 semanas.

## Filogenia
Foi obtida por Antonio Arnaiz-Villena et al..